# Linia kolejowa Roma – Pescara
Linia kolejowa Rzym-Sulmona-Pescara – włoska linia kolejowa, która łączy Rzym z Tivoli, Tagliacozzo, Avezzano, Sulmona, Chieti i Pescarą. Linia budowana była w latach 1873–1888 i ma długość 240 km.